# Helichrysum sanguineum

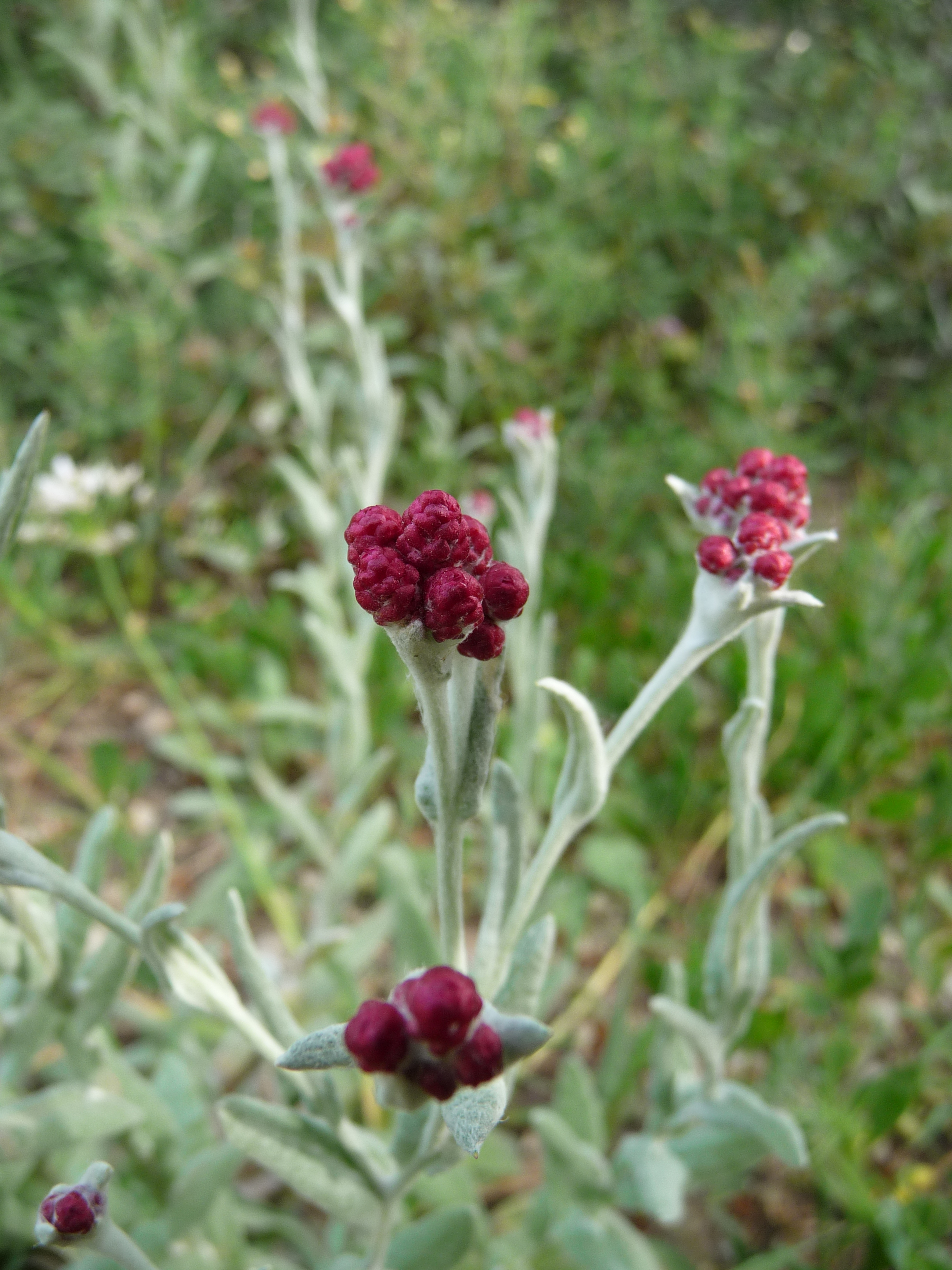
Helichrysum sanguineum

Helichrysum sanguineum là một loài thực vật có hoa trong họ Cúc. Loài này được (L.) Kostel. mô tả khoa học đầu tiên năm 1833.